# 急性放射線症候群
急性放射線症候群（英語: Acute Radiation Syndrome, ARS）は、電離放射線を被曝した後、急性期（数日〜数ヶ月）に発生する一連の障害。放射線被曝による早発性障害のもっとも主たるものである。

## 病態
急性放射性症候群（ARS）は、体細胞が電離放射線を被曝することによる確定的影響によって生じる放射線障害である。その発症機序は、電離放射線の電離作用が直接・間接的に体細胞のデオキシリボ核酸（DNA）を傷害することにより、遺伝情報が損傷することによるものである。DNAが回復不能なほど重度な傷害を受けると、細胞はプログラム細胞死を来すか、遺伝情報を損傷したまま固定化してしまうことになるが、前者の場合は、大量の細胞が失われることによって組織は急性の機能不全に陥り、ARSを発症することになる。また、プログラム細胞死を来した細胞が比較的少数であった場合も、生存した細胞の遺伝情報に損傷が残っていると、正常細胞を産生することができず、機能不全からの回復が阻害されることになる。

## 症候

### 放射線宿酔
被曝後48時間以内の前駆期に出現するもので、悪心、嘔吐、全身倦怠など、二日酔いに似た非特異的症状である。自覚症状が出現するのはおおむね1Gy(グレイ)以上の全身被曝線量を受けた場合であるが、被曝から発症までの時間と重症度は被曝量によって異なる。

### 臓器特有の臨床症状
急性骨髄症候群
1Gy以上の全身被曝によって出現する。これは、各臓器の幹細胞のなかで骨髄の造血幹細胞がもっとも放射線に対する感受性の高いことによるもので、造血幹細胞が細胞死を来たし、造血細胞が減少する。これにより白血球と血小板の供給が途絶えるため、出血が増加すると共に免疫力が低下し、重症・無治療の場合は30〜60日程度で死亡する。
消化管症候群
5Gy以上の全身被曝によって出現する。これは小腸内の幹細胞が細胞死を来たすことによって上皮細胞の供給が途絶することによるもので、吸収力低下による下痢や、細菌感染が発生し、重症無治療の場合は20日以内に死亡する。
放射線神経障害
30Gy以上という高線量の全身被曝によって出現する。中枢神経に影響が現れ、意識障害、ショック症状を伴うようになる。
ARSの一環として発症するものは、通常の医療被曝の範囲内であれば比較的予後良好であるが、晩発性放射線障害の一環として発症するものは進行性で、予後不良である。
放射線障害性心膜炎
ARSの一環として発症するものは、通常の急性心膜炎と同様のものであり、予後良好である。しかし心膜炎の通弊として、慢性収縮性心膜炎に進展した場合は予後不良となる。
放射線肺炎
40Gy以上という高線量の局所被曝によって出現する。80％はステロイド系抗炎症薬治療に対する反応性を示すが、時に肺線維症に進展する。
皮膚障害
皮膚は上皮基底細胞の感受性が高く、3Gy以上で脱毛や一時的紅斑、7〜8Gyで乾性落屑、15Gy以上で湿性落屑や水疱形成、20Gy以上で潰瘍、25Gy以上で壊死がみられる。ただし，線量率（Gy/時間）と被曝皮膚面積により、これらの症状は変動する。

## 予後・治療
予後は被曝線量に依存しており、LD 50/60（60日以内に被曝した人たちの50％が死亡する線量）は、無治療の場合は3Gy、集中治療を行なった場合は6〜8Gyとされている。
放射線宿酔は、放射線治療による医療被曝の際にも比較的高頻度に見られる症状であり、また非特異的でもあるが、より深刻な臓器特有の臨床症状の前駆症状でもあることから、被曝線量が不明な場合は、メトクロプラミドやドンペリドンなどの制吐薬を投与して経過観察とされる。
治療としては急性骨髄症候群に対するものが主となり、免疫力低下による感染症への対策のほか、骨髄機能障害そのものに対する造血幹細胞移植や顆粒球コロニー刺激因子の投与が行なわれる。
消化管障害に対しては、2011年現在では対症療法が中心である。皮膚障害に対しては皮膚移植が実施される。